# Julija Olejnikovová
Julija Olejnikovová (rusky: Юлия Олейникова; * Magnitogorsk) je bývalá ruská horolezkyně a reprezentantka v ledolezení, vicemistryně světa a vítězka celkového hodnocení světového poháru v ledolezení na rychlost.

## Výkony a ocenění
- 2005: vicemistryně světa v ledolezení
- 2006: vítězka celkového hodnocení světového poháru
- 2009: vicemistryně světa v ledolezení
- 2013: vicemistryně světa a vítězka celkového hodnocení světového poháru v ledolezení

### Závodní výsledky
| Mistrovství světa | Mistrovství světa | Mistrovství světa | Mistrovství světa | Mistrovství světa | Mistrovství světa | Mistrovství světa | Mistrovství světa |
| Rok               | 2004              | 2005              | 2007              | 2009              | 2011              | 2013              | 2015              |
| ----------------- | ----------------- | ----------------- | ----------------- | ----------------- | ----------------- | ----------------- | ----------------- |
| Obtížnost         |                   |                   | —                 | 9                 | —                 | —                 | —                 |
| Rychlost          | 2                 | 2                 | —                 | 2                 | 6                 | 3                 | 6                 |

| Světový pohár       | Světový pohár    | Světový pohár    | Světový pohár | Světový pohár | Světový pohár | Světový pohár | Světový pohár | Světový pohár | Světový pohár | Světový pohár | Světový pohár | Světový pohár | Světový pohár |
| Rok                 | 2004             | 2005             | 2006          | 2007          | 2008          | 2009          | 2010          | 2011          | 2012          | 2013          | 2014          | 2015          | 2016          |
| ------------------- | ---------------- | ---------------- | ------------- | ------------- | ------------- | ------------- | ------------- | ------------- | ------------- | ------------- | ------------- | ------------- | ------------- |
| Obtížnost           | nehodnotilo se   | nehodnotilo se   | 10            | —             | —             | 16            | —             | —             | —             | 32            | 58            | —             | —             |
| jednotlivě*         | ?                | ?                | 15,7, 16,6,-  | —             | —             | -,18, 13      | —             | —             | —             | -,-,-, -,16   | -,-,-, -,24   | —             | —             |
|                     |                  |                  |               |               |               |               |               |               |               |               |               |               |               |
| Rychlost            | nehodnotilo se   | nehodnotilo se   | 1             | —             | ?             | 3             | —             | 7             | 5             | 1             | 4             | 5             | 14-15         |
| jednotlivě* (x/x/x) | Bronzová medaile | Stříbrná medaile | 6,4, · ,      | —             | ?             | -, · ,        | —             | -,, · -,6     | 5,, · 4,-,    | , · ,7,       | ,8, · 4,,4    | -,6,, · 4,,6  | -,-, -,6      |

* poznámka: napravo jsou poslední závody v roce
| Mistrovství Evropy | Mistrovství Evropy | Mistrovství Evropy | Mistrovství Evropy |
| Rok                | 2012               | 2014               | 2016               |
| ------------------ | ------------------ | ------------------ | ------------------ |
| Rychlost           | 3                  | 4                  | 6                  |